# Mouzens (Dordogne)
Pour les articles homonymes, voir Mouzens.
Mouzens est une ancienne commune française située dans le département de la Dordogne, en région Nouvelle-Aquitaine.
Au 1er janvier 2016, elle fusionne avec Coux-et-Bigaroque et devient commune déléguée au sein de la commune nouvelle de Coux et Bigaroque-Mouzens.

## Géographie

### Généralités
Mouzens est une petite commune de 814 hectares sur la rive droite de la Dordogne en aval de Saint-Cyprien. S'élevant de 45 à 229 m d'altitude, elle occupe la plaine alluviale et se déploie sur les collines.
L’activité est à dominante agricole ; la vigne a disparu, maïs et tabac, cultures traditionnelles, sont en régression, l’élevage des bovins (race à viande) a pris de l’extension, la nuciculture (noix) et la culture des kiwis se développent.

### Communes limitrophes

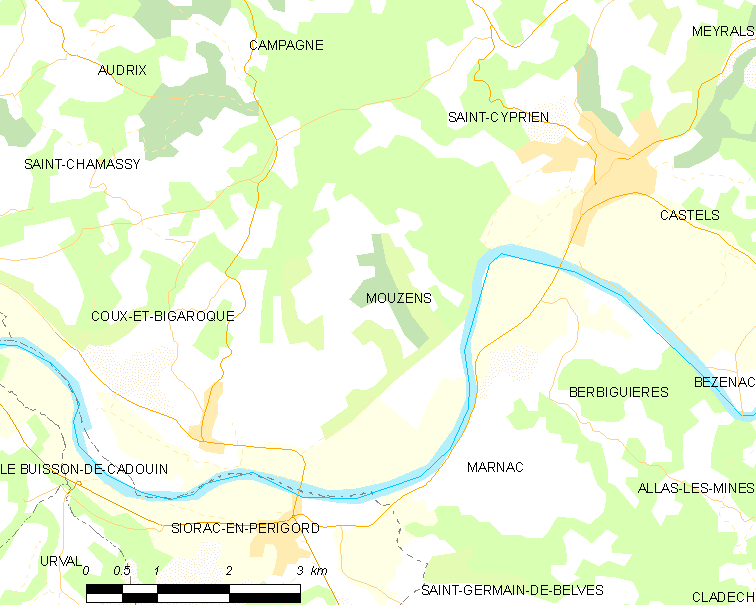
Carte de Mouzens et des communes avoisinantes en 2015, avant la création de la commune nouvelle de Coux et Bigaroque-Mouzens.

En 2015, année précédant la création de la commune nouvelle de Coux et Bigaroque-Mouzens, Mouzens était limitrophe de six autres communes, dont Campagne au nord, par un simple quadripoint, et Berbiguières à l'est sur un peu plus de cent mètres.
|                   | Campagne           | Saint-Cyprien |
| Coux-et-Bigaroque | Mouzens            | Berbiguières  |
|                   | Siorac-en-Périgord | Marnac        |

## Urbanisme

### Prévention des risques
À l'intérieur du département de la Dordogne, un plan de prévention du risque inondation (PPRI) a été approuvé en 2011 pour la Dordogne amont et ses rives, qui concerne donc la zone basse du territoire de Mouzens,.

### Villages, hameaux et lieux-dits
Outre le bourg de Mouzens proprement dit, la commune se compose d'autres villages ou hameaux, ainsi que de lieux-dits :
- la Barrière
- Bois de Fage
- la Boissière
- la Bouygue
- les Carbonnières
- la Carrière
- le Clos de Sauret
- Conty
- Croze
- Fontenelle
- la Fontpieu
- Fromental
- la Garnison
- la Geneste
- Joindy
- Lastuc
- Maison Neuve
- Martel
- le Mondiol
- Monsec
- Montmège
- la Mothe
- le Pal
- le Pas de Croze
- la Perrière
- le Recoux
- Roulet
- Salebouygues
- Salepinson
- Souleillal
- Verment
- la Ville au Bois.

## Toponymie
La commune doit son nom à Mozo, chef d'une peuplade de Wisigoths qui a occupé l’Aquitaine aux IVe et Ve siècles.
En occitan, la commune porte le nom de Mosens.

## Histoire
Le nom de la paroisse est attesté en 1333 sous la forme « Mozens ». Sur la carte de Cassini représentant la France entre 1756 et 1789, le village est identifié sous le nom de « Monzens ». Pendant la période révolutionnaire, à la fin du XVIIIe siècle, ce nom s’écrira  « Mouzains ».
Au Moyen Âge, la paroisse dépendait de la châtellenie de Bigaroque dont les suzerains successifs connus furent Richard Cœur de Lion (mort en 1199), Mercadier, Martin d’Algays (mort écartelé à Biron pour avoir trahi Simon de Montfort, chef de la croisade contre les Albigeois) puis les archevêques de Bordeaux jusqu’à la nationalisation des biens du clergé en 1789.
Depuis l’organisation administrative décidée par l’Assemblée nationale constituante, la paroisse de Mouzens devenue « commune » a toujours fait partie du canton de Saint-Cyprien, du district puis de l'arrondissement de Sarlat, et du département de la Dordogne.
Au point de vue religieux, la paroisse dépendait de l’archiprêtré d’Audrix et de l’évêché de Sarlat jusqu’à la suppression de ce dernier par la Constitution civile du clergé pendant la période révolutionnaire. Cet évêché a été rétabli à la fin du XXe siècle et le titulaire en est l’évêque de Périgueux.
Localement sur le domaine seigneurial du château de Monsec se sont succédé les familles Laroque vers 1300, les Suquet de la Treilhe vers 1400. En 1560 le propriétaire est Montlouys. Une des filles, Marguerite de Foucaut, épouse François de Feletz. Une descendante de cette union, Anne de Feletz, devient seule héritière du château de Monsec et de ses dépendances en 1610. Elle épouse François de Clermont issu d’une famille quercynoise et depuis cette date, le domaine est toujours resté par héritage et mariages dans la même famille.
En 1793, un des fils du châtelain, Jean-Baptiste de Touchebœuf-Lafage deviendra le premier maire de Mouzens à l’âge de 20 ans et le restera pendant 60 ans jusqu’à son décès en 1854.
Au 1er janvier 2016, Mouzens fusionne avec Coux-et-Bigaroque pour former la commune nouvelle de Coux et Bigaroque-Mouzens dont la création a été entérinée par l'arrêté du 21 décembre 2015, entraînant la transformation des deux anciennes communes en communes déléguées.
Celles-ci sont supprimées en date du 1er janvier 2020.

## Politique et administration

### Administration municipale
La population de la commune étant comprise entre 100 et 499 habitants au recensement de 2011, onze conseillers municipaux ont été élus en 2014,. Ceux-ci sont membres d'office du  conseil municipal de la commune nouvelle de Coux et Bigaroque-Mouzens, jusqu'au renouvellement des conseils municipaux français de 2020.

### Liste des maires  puis des maires délégués
| Période                                  | Période       | Identité                             | Étiquette | Qualité                      |
| ---------------------------------------- | ------------- | ------------------------------------ | --------- | ---------------------------- |
| Les données manquantes sont à compléter. |               |                                      |           |                              |
| 1793                                     | 1854          | Jean-Baptiste de Touchebœuf-Lafage   |           |                              |
| 1854                                     | 1867          | Léonard Allègre                      |           |                              |
| 1867                                     | 1880          | Pierre Delpeyrat                     |           |                              |
| 1880                                     | 1884          | Thibaud Bourgès                      |           |                              |
| 1884                                     | 1892          | Jean-Baptiste de Touchebœuf-Clermont |           |                              |
| 1892                                     | 1900          | Auguste Boscus                       |           |                              |
| 1900                                     | 1925          | Charles de Royère                    |           |                              |
| 1925                                     | 1935          | Louis-Pierre Daudrix                 |           |                              |
| 1935                                     | 1943          | Jean Vilatte                         |           |                              |
| 1943                                     | 1944          | Henri Marquay                        |           |                              |
| 1944                                     | 1945          | Jean Vilatte                         |           |                              |
| 1945                                     | 1953          | René Valeille-Manet                  |           |                              |
| 1953                                     | 1983          | Paul Soulié                          |           |                              |
| 1983                                     | 1989          | Guy Montagne                         |           |                              |
| 1989                                     | 1995          | Guy Champagne                        |           |                              |
| 1995                                     | mars 2014     | Jean-Claude de Royère                | SE        | Directeur de banque retraité |
| mars 2014                                | décembre 2015 | Mady Balat                           |           |                              |

| Période      | Période       | Identité   | Étiquette | Qualité |
| ------------ | ------------- | ---------- | --------- | ------- |
| janvier 2016 | décembre 2019 | Mady Balat |           |         |

## Démographie
Les habitants de Mouzens s'appellent les Mouzensois.
En 1365, Mouzens comptait 27 feux 1/2 (soit environ 150 habitants).
L’habitat se situait principalement sur les coteaux car la vallée était marécageuse et peu sûre.
| 1726 | 1763     | 1770     | - | - |
| ---- | -------- | -------- | - | - |
| 785  | 170 feux | 125 feux | - | - |

En 2015, dernière année en tant que commune indépendante, Mouzens comptait 233 habitants. À partir du XXIe siècle, les recensements des communes de moins de 10 000 habitants ont lieu tous les cinq ans (2007, 2012 pour Mouzens). Depuis 2006, les autres dates correspondent à des estimations légales.
Au 1er janvier 2017, la commune déléguée de Mouzens compte 233 habitants.
| 1793 | 1800 | 1806 | 1821 | 1831 | 1836 | 1841 | 1846 | 1851 |
| ---- | ---- | ---- | ---- | ---- | ---- | ---- | ---- | ---- |
| 532  | 455  | 477  | 478  | 517  | 525  | 546  | 564  | 586  |

| 1856 | 1861 | 1866 | 1872 | 1876 | 1881 | 1886 | 1891 | 1896 |
| ---- | ---- | ---- | ---- | ---- | ---- | ---- | ---- | ---- |
| 583  | 555  | 552  | 551  | 551  | 537  | 521  | 523  | 508  |

| 1901 | 1906 | 1911 | 1921 | 1926 | 1931 | 1936 | 1946 | 1954 |
| ---- | ---- | ---- | ---- | ---- | ---- | ---- | ---- | ---- |
| 500  | 486  | 453  | 586  | 329  | 320  | 306  | 299  | 254  |

| 1962 | 1968 | 1975 | 1982 | 1990 | 1999 | 2008 | 2013 | 2015 |
| ---- | ---- | ---- | ---- | ---- | ---- | ---- | ---- | ---- |
| 220  | 214  | 186  | 202  | 196  | 227  | 241  | 238  | 233  |

## Économie
Les données économiques de Mouzens sont incluses dans celles de la commune nouvelle de Coux et Bigaroque-Mouzens.

## Culture locale et patrimoine

### Lieux et monuments

#### Château et site de Monsec
Le château de Monsec est construit sur les fondations d’un oppidum (village fortifié) gallo-romain.
À côté du château, une chapelle est construite sur les plans de Bouillon et Nalet, architectes de la préfecture de Périgueux (fin du XIXe siècle).
Jadis, le rôle de cette maison forte était de surveiller la rivière afin de prévenir les intrusions notamment des Vikings, qui ont incendié Saint-Cyprien au IXe siècle.
C'est dans ce château que Léon Poirier tourna en 1943 son film Jeannou.
Le château de Monsec est inscrit partiellement au titre des monuments historiques en 1978, puis en totalité en 2005. Il est construit sur un site également inscrit et protégé par arrêté de 1982.

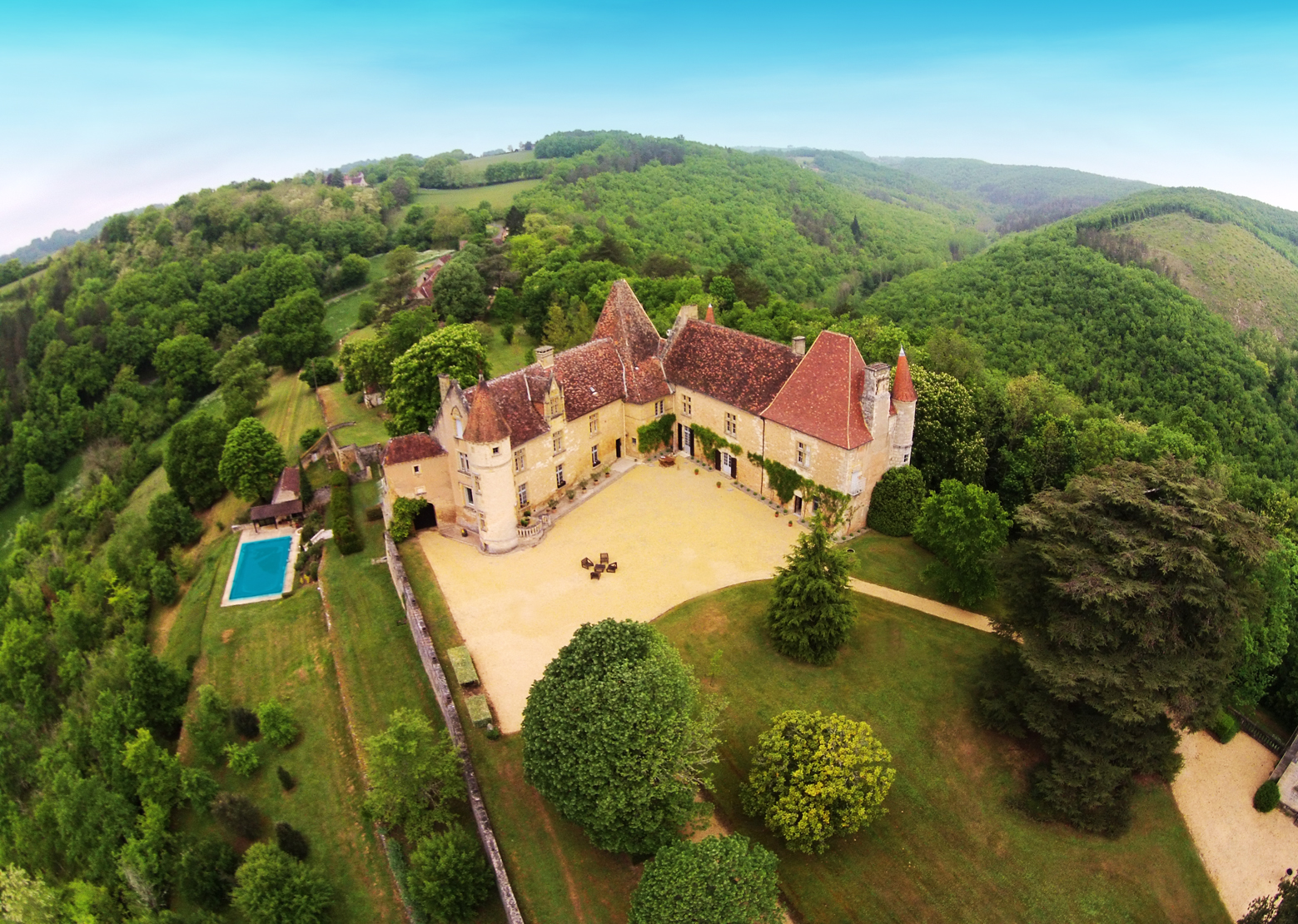
Vue aérienne du château de Monsec côté parc.
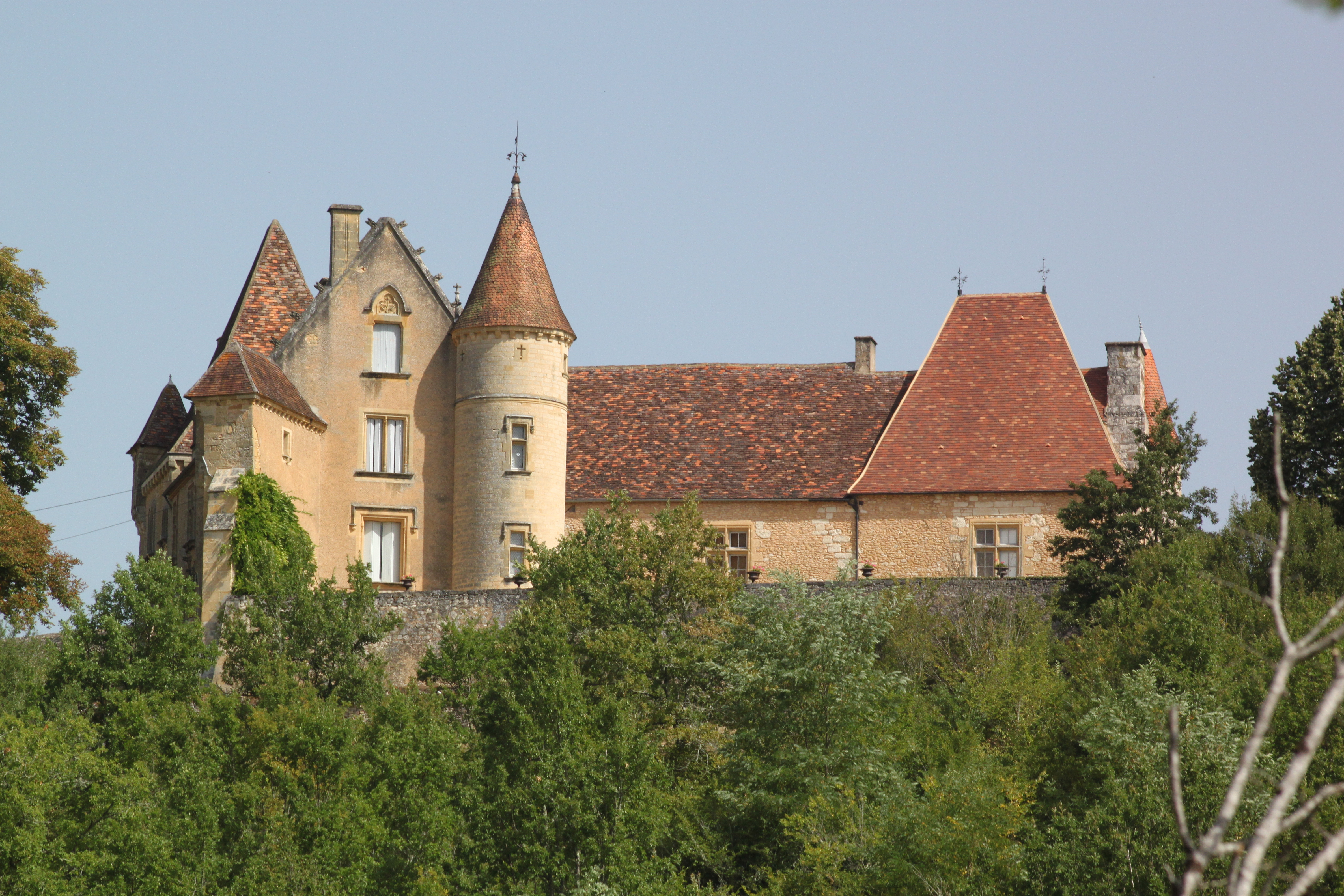
Le château de Monsec.
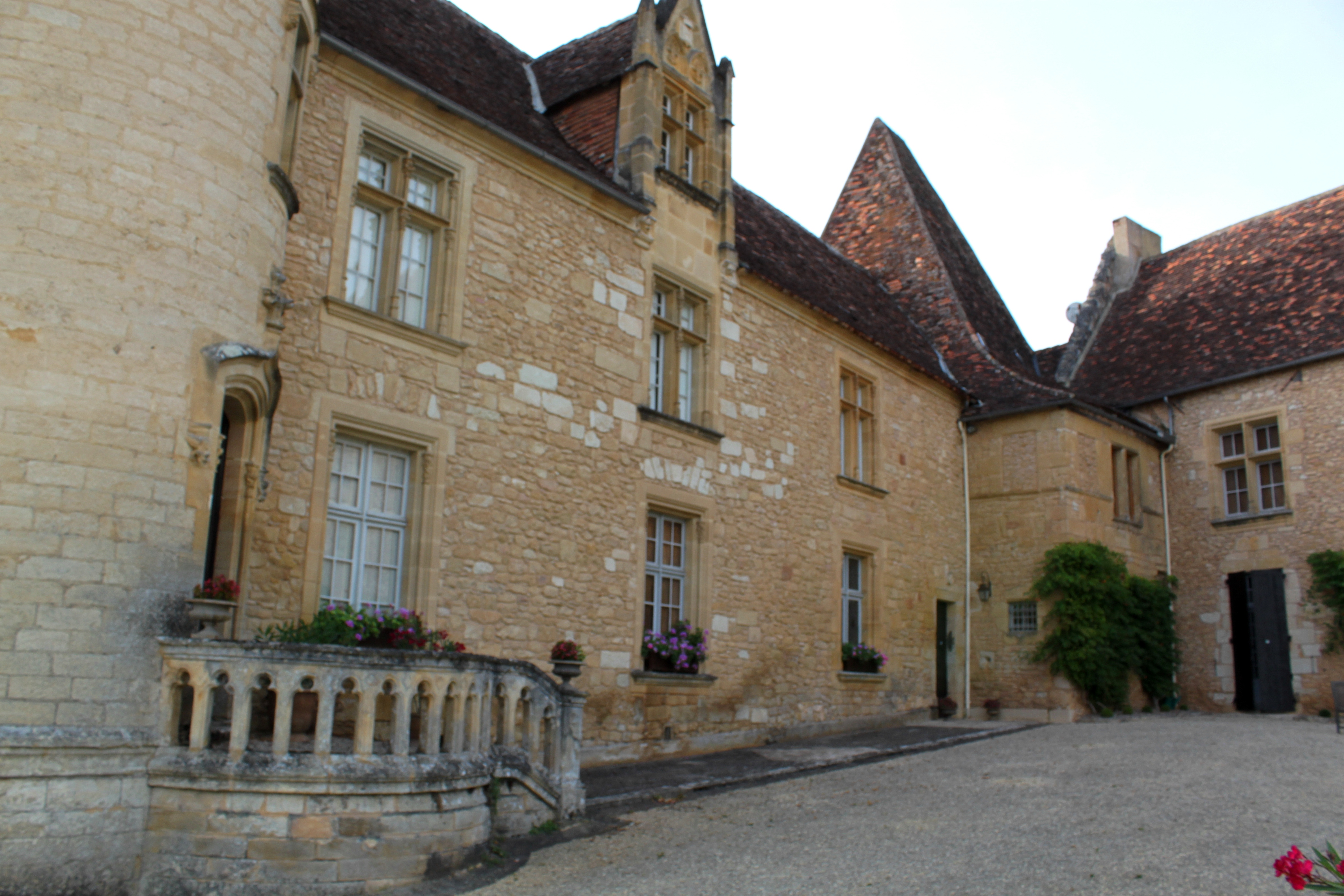
La cour intérieure
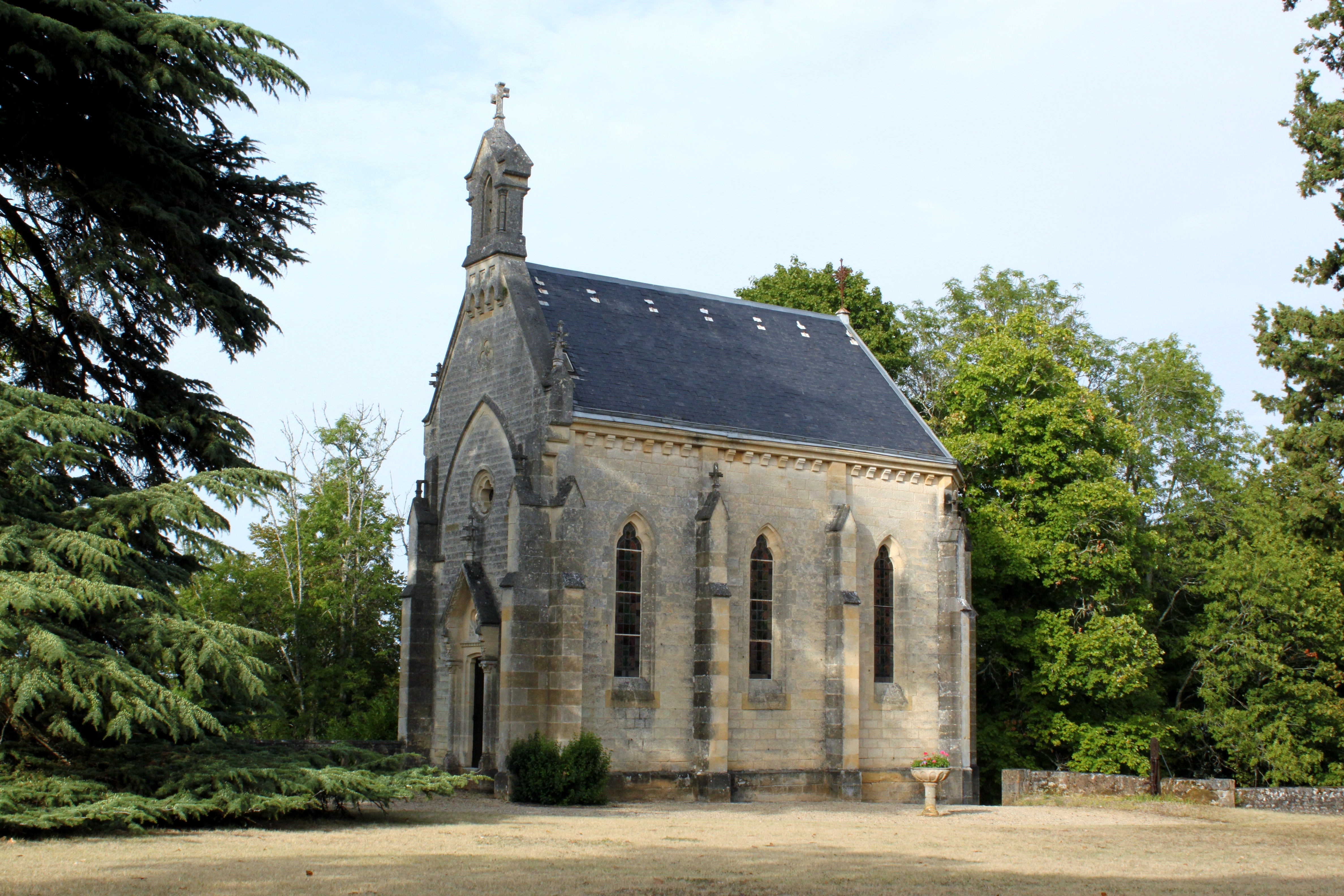
La chapelle

#### L’église Notre-Dame-de-l'Assomption et le retable
Consacrée à la Sainte-Vierge, l'église est connue sous le vocable « Notre-Dame-de-l’Assomption ». Le chœur date du XIIe siècle. Son entretien fut assuré par la famille Feletz et en 1618 le cardinal-archevêque de Bordeaux, François de Sourdis, reconnaissant, concède à cette famille le droit de banc et de litre (bande noire sur le pourtour intérieur, encore visible au début du XXIe siècle).
Sept membres de la famille Feletz et Clermont-Touchebœuf ont été inhumés dans la crypte de l’église avant 1774.
Cet édifice a subi une restauration dans la seconde moitié du XIXe siècle. Les vitraux portent tous la date de l’année 1880. Le clocher a été construit à cette époque également. Les deux cloches ont été fondues et baptisées en août 1901. Maintenant électrifiées, chaque jour à 7 h, 12 h et 19 h, la petite, prénommée Louise, tinte 3 fois 3 coups, puis la plus grosse, Marie, sonne à la volée. Autour de l’autel a été installé, à une date indéterminée mais postérieure à la tourmente révolutionnaire, un retable de la deuxième moitié du XVIIe siècle, provenant de la vente des biens du couvent de Bénédictines de Fontgaufier. Depuis 1980, il est classé au titre des monuments historiques. Il a subi une restauration complète au début des années 1980 et depuis, des travaux ont permis de le protéger contre l’humidité.

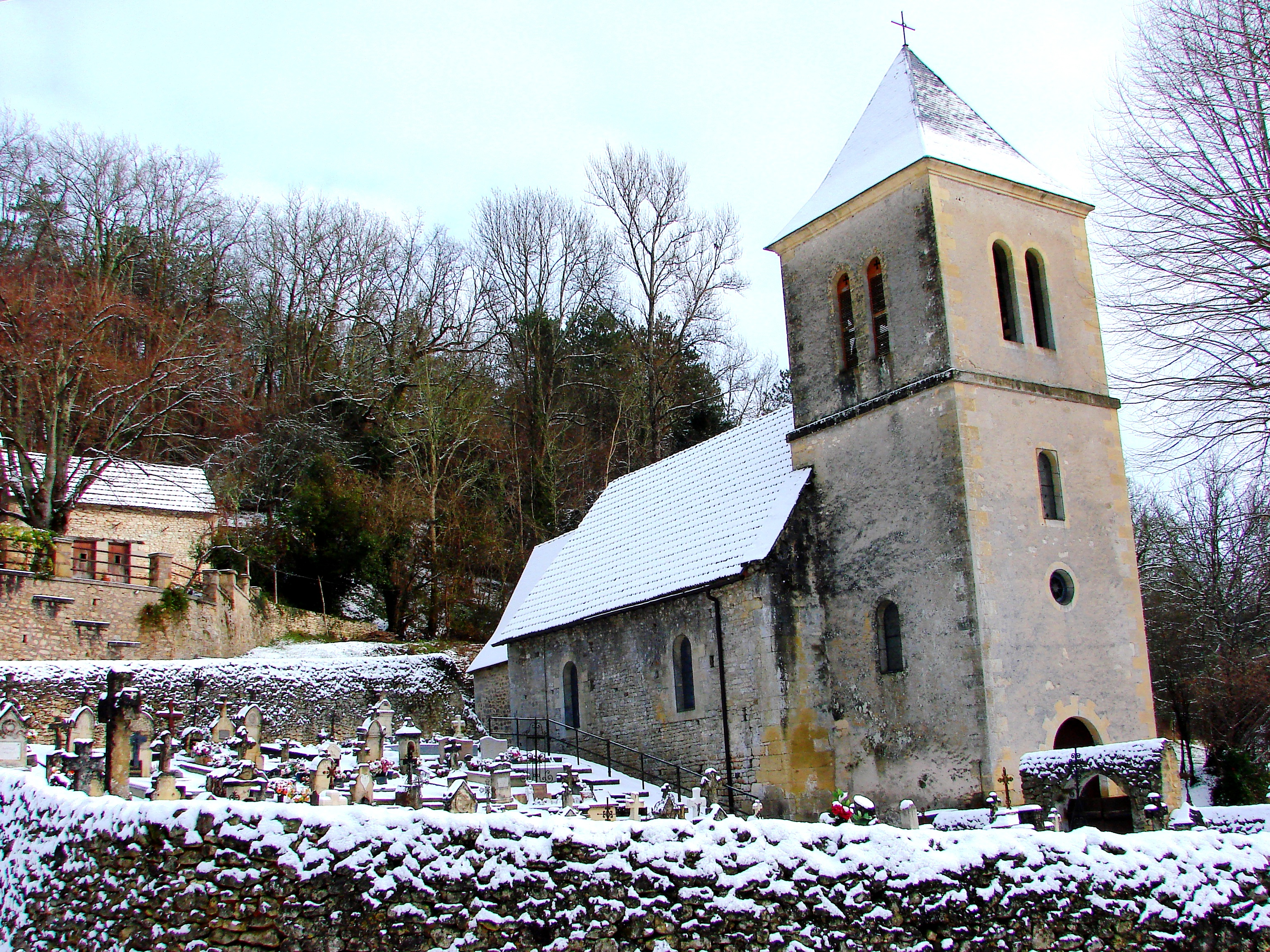
L'église Notre-Dame-de-l'Assomption de Mouzens en décembre 2008.
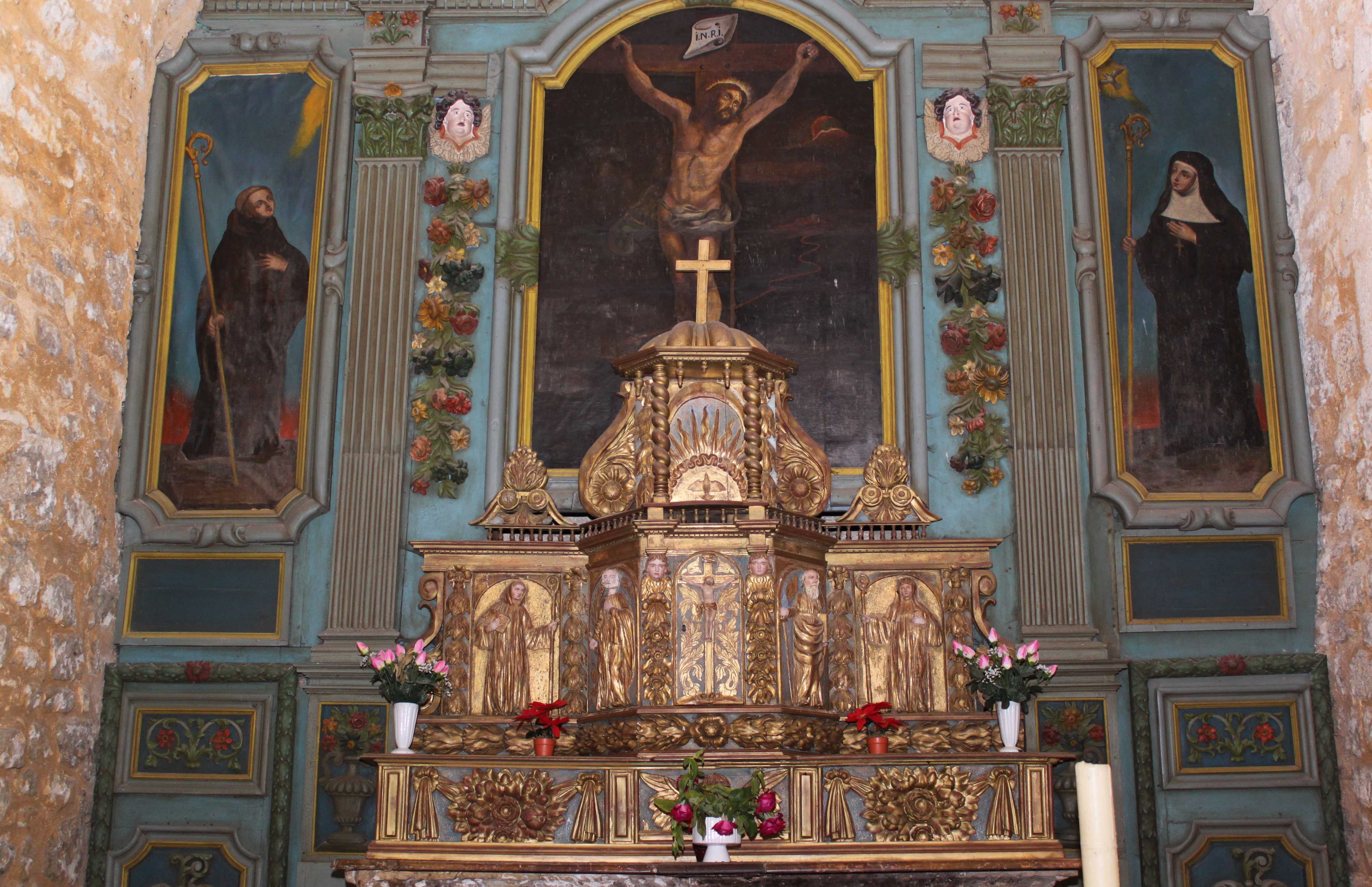
Le retable.

#### Maison périgordine, place du Docteur Boissel
Typique de l’habitat périgordin, une maquette figure au Musée des Arts populaires à Strasbourg.

### Personnalités liées à la commune
- Jean-Baptiste de Touchebœuf- Lafage, premier maire de Mouzens en 1793. Il fut l’un des créateurs du comice agricole de Saint-Cyprien.
- Pigeon de la Grange, demeurant au lieu-dit la  Geneste fut l’un des 60 délégués du district de Sarlat à participer à la Fête de la Fédération le 14 juillet 1790 à Paris.
- Docteur Boissel, né le 10 septembre 1872 à Mouzens, décédé à Saint-Cyprien le 26 août 1939. A écrit de nombreux poèmes en patois occitan sarladais, une pièce de théâtre en patois également. Il a laissé de nombreux recueils de poèmes en français. Son parcours professionnel et littéraire a fait l’objet d’une thèse[réf. nécessaire].

### Héraldique
| Blason de Mouzens | Blason  | Écartelé: aux 1er et 4e d'argent au lion de sable, armé, lampassé, couronné et la houppe de la queue de gueules et à la bordure d'azur chargée de huit besants d'or, aux 2e et 3e de gueules au casque wisigoth d'argent soutenu de deux burelles ondées du même. |
| Blason de Mouzens | Détails | Le statut officiel du blason reste à déterminer. |